# 리샹언
리샹언(중국어 정체자: 李翔恩, 병음: Lî Shángēn, 한자음: 이상은, Sean Li, 1998년 7월 28일 ~)는 대만의 배우이다.

## 방송
- 백서